# ديفيد خوسيه ألفيس
ديفيد خوسيه ألفيس (بالبرتغالية: David José Alves‏) هو سياسي برتغالي، ولد في 1866 في بوفوا دي فارزيم في البرتغال، وتوفي في 1924.